# Allogymnopleurus sagnai
Allogymnopleurus sagnai är en skalbaggsart som beskrevs av Nicolas och Moretto 2002. Allogymnopleurus sagnai ingår i släktet Allogymnopleurus och familjen bladhorningar. Inga underarter finns listade i Catalogue of Life.